# صالح أمبا
صالح بن عبد القادر أمبا، من مواليد مكة. مؤسس جامعة البترول والمعادن بالظهران في المنطقة الشرقية عام 1962، وأول عميد لها.

## سيرته
لقد عمل أمبا على أن تكون الجامعة نموذجا أكاديميا وجامعيا يضرب به المثل في المنطقة. أعتقل في آواخر الستينات بعد خروج مظاهرات في مدينة الظهران ووجهت له تهمة الانتماء إلى الأحزاب العمالية والحقوقية السرية التي كانت تدعم حقوق العمال السعوديين في شركة أرامكو الأمريكية وقتها، مع أن كثير يعتبرون براءته من تلك التهمة، وينسبون اعتقاله إلى كونه ساعد في تنظيم مظاهرة سلمية.